# Universidad Abierta y a Distancia de Panamá
La Universidad Abierta y a Distancia de Panamá (UNADP) es una institución de educación superior, especializada en la educación a distancia, y que está orientada a la enseñanza de las personas que por diversas limitantes como la distancia geográfica, responsabilidades familiares, de trabajo u otras, se les dificulta el poder iniciar o continuar con sus estudios superiores de manera regular. Fue fundada mediante el Decreto Ejecutivo N.º 159, del 13 de abril de 1994. 
Ofrece, en la modalidad de educación presencial, semi-presencial y, a distancia, las siguientes carreras:
Técnico
- Técnico a Nivel Superior en Computación, con énfasis en Manejo de Datos

Licenciatura
- Licenciatura en Banca y Finanzas
- Licenciatura en Administración de Recursos Humanos
- Licenciatura en Comercio Internacional
- Licenciatura en Contabilidad
- Licenciatura en Educación con énfasis en Administración Educativa
- Licenciatura en Administración de Empresas Agropecuarias

Maestría
- Maestría en Docencia Superior con énfasis en Educación de Adultos
- Maestría en Ciencias Ambientales con énfasis en Manejo de los Recursos Naturales
- Maestría en Administración y Dirección de los Recursos Humanos
- Maestría en Análisis y Evaluación de Proyectos
- Maestría en Psicopedagogía
- Maestría en Adaptación Social con especialidad en problemas Psicosociales de la Niñez, Adolescencia y Juventud
- Maestría en Trabajo Social e Investigación Cualitativa

Profesorado
- Profesorado en Educación Media
- Profesorado en Educación Media Diversificada

La universidad, además de la sede principal, ubicada en Bella Vista, Ciudad de Panamá (Panamá),posee sedes regionales en las siguientes localidades:
- Región de Azuero
- Chepo, Provincia de Panamá
- David, Provincia de Chiriquí
- Santiago, Provincia de Veraguas
- Tocumen, Provincia de Panamá
- Tortí, Chepo, Provincia de Panamá
- Penonomé, Provincia de Coclé